# Wiera Jelinek
Jarmiła Wiera Jelinek rozená Smetanová (* 1. března 1960 Zelów) je první žena, která byla ordinována do úřadu pastora v polské reformované církvi.

## Život
Wiera Jelinek pochází z rodiny českých exulantů. Vystudovala teologii ve Varšavě a 14. září 2003 byla ordinována do úřadu pastora. Po ordinaci se stala vikářkou sboru v rodném Zelowě. Wiera Jelinek byla od roku 1999 až do září 2010 dirigentkou, učitelkou a organizátorkou koncertů souboru, který se jmenuje Zelowskie dzwonki a hraje na ruční zvonky.
Dne 1. září 2010 se oficiálně ujala funkce farářky farního sboru Českobratrské církve evangelické v Ratiboři u Vsetína. 6. července 2011 na půdě farních sborů v Ratiboři a Kateřinicích vznikl hudební soubor hry na ruční zvonky Zvonky dobré zprávy, kterého je Wiera Jelinek dirigentkou.
S manželem Mirosławem Jelinekem má syna Jana Amosa (* 1982) a dceru Ewu Milenu (* 1984), evangelickou farářku v Ostravě.

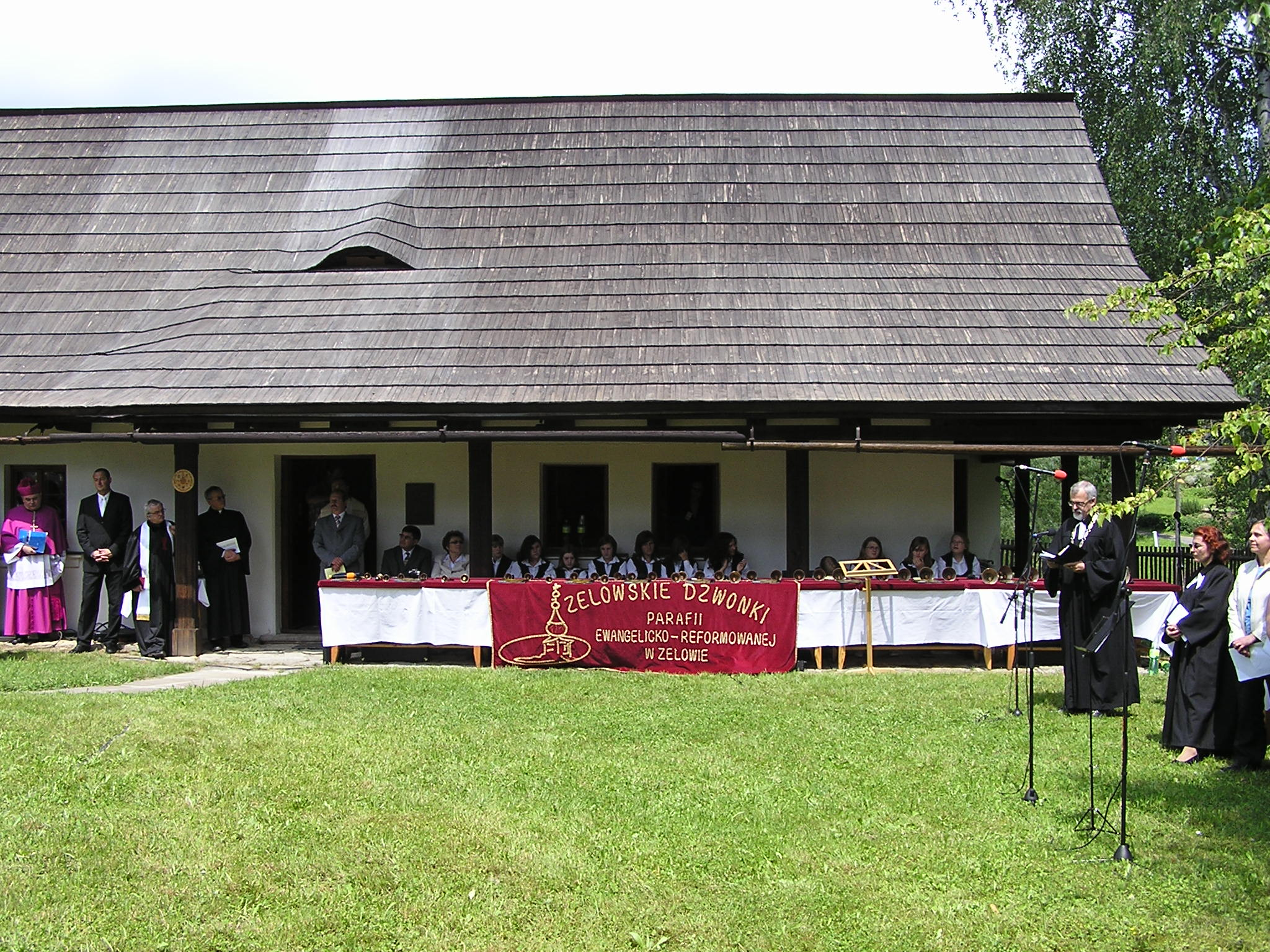
Zelowskie dzwonki na oslavách 550 let založení Jednoty bratrské v Kunvaldu – Jarmiła Jelinek sedící druhá zleva